# رمضان ششن
رمضان ششن Ramazan Şeşen (و.1937 م) هو أديب ومحقق، من أهل تركية.
كان أستاذا في كلية الآداب بجامعة استانبول، وبعدها أصبح رئيس قسم المخطوطات في مركز الأبحاث للتاريخ والفنون والثقافة الإسلامية.

## آثاره
من آثاره:
- «نوادر المخطوطات العربية في مكتبات تركيا» - بيروت: دار الكتاب الجديدة، صدر المجلد الأول سنة 1975 م، والمجلد الثاني سنة 1980 م، والمجلد الثالث سنة 1982 م.[2]
- «فهرس مخطوطات مكتبة كوبرلي» (في ثلاثة مجلدات) - استانبول: منظمة المؤتمر الإسلامي، مركز الأبحاث للتاريخ والفنون والثقافة الإسلامية، 1406 هـ / 1986 م.